# Župnija Hoče
Nadžupnija Hoče je rimskokatoliška teritorialna župnija dekanije Dravsko polje mariborskega naddekanata, ki je del nadškofije Maribor.

## Sakralni objekti
- Cerkev sv. Jurija, Spodnje Hoče (župnijska cerkev)
- Cerkev sv. Mihaela, Razvanje
- Cerkev sv. Lenarta, Pivola
- Cerkev sv. Križa, Spodnje Hoče Glivnik

## Zgodovina
Že v letih 1085−1096 se je iz očitno preobsežno zasnovane hočke pražupnije izdvojila najprej konjiška pražupnija, vsaj leta 1146 pa še slivniška pražupnija. 
Vse tri so leta 1146 kot pražupnije prvič omenjene v isti, do danes ohranjeni listini patriarha Peregrina iz Ogleja..